# Anton Marty
Anton Marty (né le 18 octobre 1847 à Schwytz et mort le 1er octobre 1914 à Prague) est un linguiste et philosophe suisse.
Il est considéré comme l'héritier de Franz Brentano[réf. nécessaire].